# Masakra we wsi Mikenskaja w Czeczenii
Masakra we wsi Mikenskaja w Czeczenii – masowe morderstwo, do którego doszło 8 października 1999 roku podczas II wojny czeczeńskiej, gdy 35 rosyjskich mieszkańców wsi Mikenskaja zostało rozstrzelanych przez miejscowego mieszkańca narodowości czeczeńskiej Ahmeda Ibragimowa, który 2 dni później został zlinczowany przez krewnych ofiar. W wyniku masakry znaczna część rosyjskich mieszkańców opuściła wieś Mikenskaja.

## Przebieg
W dniu 8 października 1999 roku w okolicach Mikenskaji odbyła się bitwa między siłami wojsk Czeczeńskiej Republiki Iczkerii i siłami Federacji Rosyjskiej. Po zakończeniu się walk, mieszkańcy wyszli ze swoich kryjówek – wówczas do grupy siedzących na poręczy przy ulicy mieszkańców podszedł uzbrojony w karabinek AK Ahmed Ibragimow i po krótkiej rozmowie i postrzelił całą czwórkę. Następnie sprawca (podobno znajdujący się pod wpływem alkoholu) szedł wzdłuż ulicy i strzelał do mieszkańców mówiących po rosyjsku, oszczędzając Czeczenów.
Napastnik po dokonaniu zbrodni uciekł z miejsca zdarzenia, ale po 2 dniach został zatrzymany przez miejscową policję, po czym oddany w ręce mieszkańców, którzy zakuli go w kajdanki i zlinczowali na głównym placu wsi, brutalnie zabijając sprawcę przez uderzanie go żelaznymi prętami.

## Sprawca i ofiary
Sprawcą zbrodni był 43-letni Ahmed Ibragimow, który miał pretensje do Rosjan o najechanie Czeczenii kilka dni wcześniej, 1 października 1999 roku – atak miał być zemstą za rozpoczęcie wojny przez Rosję.
Według mieszkańców wsi sprawca podczas ataku mówił, że chce zabijać rosyjskie rodziny ponieważ Rosjanie zabijają Czeczenów. Wśród zabitych i postrzelonych osób znalazło się aż 42 Rosjan i 5 Czeczenów, z czego ci ostatni najprawdopodobniej zostali postrzeleni przez pomyłkę.
Tożsamości wielu z zabitych osób nigdy nie podano do publicznej wiadomości. Wśród zidentyfikowanych przez media ofiar byli m.in.: Zoja Andrijenko (nauczycielka), Jekaterina Pylcina (sekretarka w radzie gminnej) oraz kobieta zidentyfikowana jedynie jako Tatarenko, która została rozstrzelana wraz ze swoimi synami, z których jeden miał 10 lat. Wśród osób rannych znaleźli się przedstawiciele rodzin Drobiłów, Radczenków, Fiedosowów i Plietnewów.